# Rozkișne, Cetatea Albă
Rozkișne (în ucraineană Розкішне) este un sat în comuna Mologa din raionul Cetatea Albă, regiunea Odesa, Ucraina.

## Demografie
Componența lingvistică a localității Rozkișne
     Ucraineană (88,01%)
     Rusă (11,99%)
Conform recensământului din 2001, majoritatea populației localității Rozkișne era vorbitoare de ucraineană (88,01%), existând în minoritate și vorbitori de rusă (11,99%).